# トゥマニ・ジャバテ
トゥマニ・ジャバテ（Toumani Diabaté、1965年8月10日 - 2024年7月19日）は、マリのコラ奏者。
伝統的なマリの音楽のほかフラメンコ、ブルース、ジャズなどの異文化とのコラボレーションに携わってきた。

## 略歴
1970年に初のコラ・アルバムを録音した父親シディキ・ジャバテともどもコラ・プレーヤーの一族の出身。父系のラインで71世代の音楽家系である。いとこのソナ・ジョバルテはメレス・グリオの家族出身で初の女性コラ・プレーヤー。弟ママドゥ・スィディキ・ジャマテも著名なコラ・プレーヤー。
1987年、ジャバテは父親シディキのアンサンブルをフィーチャーしたアルバム『Ba Togoma』に参加した。
1988年に最初のソロ・アルバムをリリース。ロンドンにて1日で録音。プロデュースはルーシー・デュラン。
マリの伝統的な音楽を演奏することに加えて異文化との交流も多い。フラメンコ・グループ「ケタマ」とともに複合グループ「ソンガイ」を結成し、2つの録音『ソンガイ』と『ソンガイ2』をリリースした。
1999年にタジ・マハールとアルバム『Kulanjan』を発表。
アルバム『MALIcool』はアメリカのジャズ・トロンボーン奏者であるラズウェル・ラッドとの共演盤となった。
またアイスランドの人気ミュージシャン、ビョークの2007年のアルバム『ヴォルタ』に参加。
1999年にアルバム『New Ancient Strings』でバラケ・シソコと共演。
2005年9月にアルバム『イン・ザ・ハート・オヴ・ザ・ムーン』でアリ・ファルカ・トゥーレと共演。同作は2006年にグラミー賞「最優秀トラディショナル·ワールド・ミュージック・アルバム」を受賞。
2006年7月25日にアルバム『独立大通り』を彼のオーケストラと録音。『イン・ザ・ハート・オヴ・ザ・ムーン』と『独立大通り』は、どちらもホテル・マンデ・セッションでニック・ゴールドが録音し、ワールド・サーキット・レコードからリリースされた。率いるオーケストラは西アフリカのマンデ帝国の伝統的な楽器であるコラ、ジャンベ、バラフォン、ボロマットを演奏するグリオだけでなく、近代的なギターや電子キーボードの演奏家を含んでいた。
2006年、ウォーマッド・フェスティバル（イギリス）、ロスキレ・フェスティバル（デンマーク）、シゲト・フェスティバル（ブダペスト、ハンガリー）に出演。2007年にはグラストンベリー・フェスティバル（アメリカ）、2008年にはウォーマッデレイド（オーストラリア）に出演した。
2008年初め、新しいアルバム『ザ・マンデ・ヴァリエーションズ』を広範な批評家の称賛の中で発表。多くのレビュアーが、その即興スキルや優れたマスタリングによってアルバムを称賛した。
2008年10月にアラビア語の歌詞の歌「タファ・ニアン」（アルバム『独立大通り』収録）が、PlayStation 3 のビデオゲーム『リトルビッグプラネット』から削除された。これは歌詞にコーランからの引用があり、イスラム教徒の反対を誘発したためであった。ソニー・コンピュータエンタテインメント・ヨーロッパはゲームの発売を遅らせ、歌詞のないインストゥルメンタル・バージョンの曲に交換するために、ほとんどのディスクをリコールすることにした。しかし、元のゲームのいくつかのコピーがすでに中東やアメリカで販売されていた。
2024年7月19日、入院していたバマコ市内のクリニックで死去。58歳没。

## ディスコグラフィ

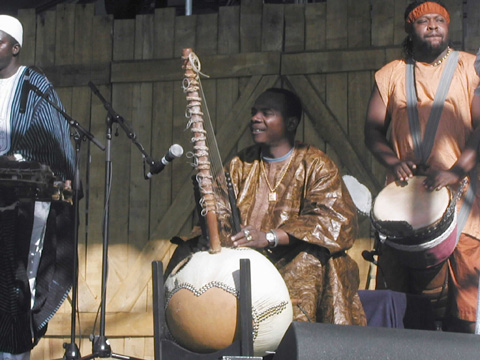
フェスティバルで演奏するトゥマニ・ジャバテ（2007年）

### リーダー・アルバム
- Ba Togoma (1987年) ※with シディキ・ジャバテ、マリアマ・クアテ、ジェリ・マディ・シソコ、カンディア・クヤテ
- 『カイラ』 - Kaira (1988年)
- 『ソンガイ』 - Songhai (1988年) ※with ケタマ、ダニー・トンプソン
- 『トゥマニ・ジャバティ&シンメトリックオーケストラ』 - Shake the Whole World (1992年) ※with シンメトリック・オーケストラ
- 『ソンガイ2』 - Songhai 2 (1994年) ※with ケタマ、ホセ・ソト、ダニー・トンプソン
- Djelika (1995年)
- New Ancient Strings (1999年) ※with バラケ・シソコ
- 『ミシシッピ・マリ・ブルース』 - Kulanjan (1999年) ※with タジ・マハール
- Jarabi: the Best of Toumani Diabate (2001年)
- Malicool (2002年) ※with ラズウェル・ラッド
- 『イン・ザ・ハート・オヴ・ザ・ムーン』 - In the Heart of the Moon (2005年) ※with アリ・ファルカ・トゥーレ
- 『独立大通り』 - Boulevard de l'Indépendance (2006年)
- 『ザ・マンデ・ヴァリエーションズ』 - The Mandé Variations (2008年)
- 『アリー&トゥマニ』 - Ali and Toumani (2010年) ※with アリ・ファルカ・トゥーレ
- AfroCubism (2010年)
- A Curva da Cintura (2011年) ※with アルナルド・アントゥネス、エヂガルド・スカンドゥーハ
- 『トゥマニ&シディキ』 - Toumani & Sidiki (2014年) ※with シディキ・ジャバテ
- Lamomali (2017年) ※with M、シディキ・ジャバテ
- The Ripple Effect (2020年) ※with ベラ・フレック
- Kôrôlén (2021年) ※with ロンドン交響楽団
- The Sky is the Same Colour Everywhere (2023年) ※with カイハン・カルホール

### 参加オムニバス・アルバム
- The Rough Guide to West African Music (1995年)
- Unwired: Acoustic Music from Around the World (1999年)